# Pałubicki IV

Pałubicki baron

Pałubicki baron (Palubitzki, Biber-Palubitzki, Biber-Pałubicki, Pałubicki IV) – szwedzki herb baronowski, nadany rodzinie pochodzenia kaszubskiego.

## Opis herbu
Opis z wykorzystaniem zasad blazonowania, zaproponowanych przez Alfreda Znamierowskiego:
Na tarczy dzielonej w krzyż z tarczą sercową w polach I i III czarnych żołądź złoty na gałązce srebrnej z dwoma takimiż listkami; pole II dzielone w słup klinami z prawej srebrnem z lewej czerwone; w polu IV, srebrnym, piramida czerwona; w tarczy sercowej, czerwonej, sokół srebrny z pierścieniem w dziobie, stojący na ociętej gałęzi wawrzynu, z dwoma sękami u dołu i ulistnioną gałązką zieloną z prawej. Nad tarczą korona baronowska, nad nią dwa hełmy z klejnotami w koronie: prawy - dwie wiązki liktorskie złote, w krzyż skośny, lewy - trzy pióra strusie. Labry na hełmie prawym z prawej czarno-błękitno-czerwone, z lewej czarne, podbite złotem, na hełmie lewym odwrotnie.

## Najwcześniejsze wzmianki
Nadany 28 sierpnia 1675 w Szwecji Matthiasowi von Palubitzki, pochodzącemu z gałęzi Pałubickich herbu Sokół osiadłej na Pomorzu Zachodnim.

## Herbowni
Pałubicki (Palubitzki) z przydomkiem Biber. Herby innych Pałubickich opisano w artykule Pałubicki.